# Pseudoclanis kenyae
Pseudoclanis kenyae là một loài bướm đêm thuộc họ Sphingidae. Nó được tìm thấy ở Sudan, Ethiopia, Somalia, Kenya, Uganda, Tanzania và Malawi.
Chiều dài cánh trước khoảng 45 mm đối với con đực. Phía trên cánh cánh trước có màu xám sáng đồng màu với các đốm.